# 極道鮮師
《極道鮮師》（日語：ごくせん）是日本漫畫家森本梢子創作的漫畫作品。於集英社漫畫雜誌《YOU》於2000年8月到2007年2月期間進行連載，單行本全15卷。連載結束後番外篇於《YOU》和《別冊YOU》雜誌上連載，單行本全1卷。日文名稱「ごくせん」的漢字為「極先」，是「極道先生」（日語「先生」意指老師）的簡稱。
另有改編電視劇和電視動畫。

## 故事簡介
主角山口久美子，自少雙親因為交通意外而身亡，因而被外祖父收養，而外祖父經營的是大江戶一家(漫畫原作為黑田一家)，雖然久美子是唯一繼承人，但她的志願是當教師，最後在白金學院高校的男子學校展開其教學生涯。但是她教導的3年D組(原作為2年4班)，全部都是無心向學的不良少年。久美子立志改變自己的學生成為成功的人，為學生勞心勞力。起初她的學生毫不領情，但漸漸受她影響，成為像久美子般重情重義的人，而班中的高材生澤田慎亦由一開始覺得所有老師不可信，變得尊敬久美子，最後更愛上她。

## 登場人物

### 主要人物
山口久美子
配音：早水理沙（日本）；林凱羚（台灣台語版）
本作女主角。擁有古道熱腸、俠義精神，是個熱血的數學教師。真正的身份是黑白兩道通吃、呼風喚雨無所不能的超級幫派“大江戶一家”的大小姐，更是幫中內定第四代傳人，雙親在其幼時因交通意外去世，被經營「大江戶一家」的外祖父黑田龍一郎收養，雖然她是第4代的唯一繼承人，但她的志願卻是當教師，最後在白金學院高等學校開始教學生涯。為此山口久美子隱瞞了家庭背景進入學校，成為了一名富有正義感且打架很強的老師。平常總是掛著眼鏡、束著雙辮頭髮和一身運動服到處跑，看來一副拙樣，學生也完全不把她看在眼裡。但只要將雙辮和眼鏡脫去，就會變成十分可怕的人。
澤田慎
配音：鈴村健一（日本）；黃天佑（台灣台語版）
本作男主角。白金學院高中3年D班學生。是一個溫柔的人，表面上看起來厭惡學校、厭惡老師，只是因為他不喜歡那個一味的只注重成績，不看重學生的學校氛圍，而且澤田慎為了同伴們可以赴湯蹈火是個很重義氣的人，也是最先發現山口久美子秘密的人。澤田慎認為山口久美子是個很有意思的老師而漸漸喜歡上了她，在得知山口喜歡的人是個律師之後決定攻讀法律。在目睹篠原律師對山口告白的一幕曾經想過放棄，不過最終還是將山美搶了過來，終成眷侶。準備研讀法律接替篠原律師當大江戶組的律師。在動畫版並沒有將慎對老師的感情完整的表露出來。
父親是警視廳刑事部中央局長，有一個哥哥。原本可以進入明星高中--青玉高校，卻因為國中畢業前毆打老師失去入學資格。與父親有心結，為了反抗父親，故意選擇就讀聲名狼藉的白金高校，並將頭髮染紅，離家在外獨居。成績優異，沉穩冷靜，看似冷淡，卻願意為朋友兩肋插刀，是班上的首腦級領導人物。
最初帶領全班反抗久美子，後來漸漸認同久美子，是班上少數知道久美子家庭背景的學生。因為奮力救出被綁架的久美子，被黑田組眾人視為恩人，受到黑田龍一郎與二當家的賞識，與黑田組關係良好。被二當家以「紅獅子少俠」為名號向江湖中人介紹，被盛傳是黑田組未來的「四代目」，名聲在道上漸漸傳開。
外型俊美，頗有異性緣，然而對女孩子總是淡漠以對。了解久美子之後，漸漸被吸引，久美子也常不自覺地依賴慎。對久美子暗戀的篠原律師懷有敵意，常常與之暗中較勁。原本對未來升學沒有方向，後來為了守護久美子，志願成為黑田組的律師。漫畫最終話中考上東大法律系，並向久美子告白。
連載結束後，作者在漫畫雜誌「YOU」中不定期以番外篇形式，交代久美子和慎之間的感情進展，最後於2009年以「五代目」為標題的四格漫畫，介紹了久美子和慎的兩個小孩。雖然慎與久美子是在白金高校認識的，但兩人其實在多年前便曾經偶遇。作者以短篇番外描述兩人最初的邂逅，當時11歲的慎目睹搶劫案路見不平，與路過的高中生久美子共騎腳踏車追逐犯人，不過這段往事在兩人心中並未留下深刻的印象。

### 白金學院

#### 3年4班
内山春彦
配音：增川洋一（日本）；李香生（台灣台語版）
白金學院高中3年D班學生。慎的好友之一。
南陽一
配音：中國卓郎（日本）；王品超（台灣台語版）
白金學院高中3年D班學生。慎的好友之一。
野田猛
配音：山岸功（日本）；李香生（台灣台語版）
白金學院高中3年D班學生。慎的好友之一。
熊井輝夫
配音：杉野博臣（日本）；林谷珍（台灣台語版）
白金學院高中3年D班學生。慎的好友之一。

#### 其他學生
工藤廣樹
配音：鈴木千尋（日本）；陳旭昇（台灣台語版）
白金學院輟學生。

#### 教職員
白川權三
配音：西村朋紘（日本）；林谷珍（台灣台語版）
白金學院校長。
白川雁一郎
配音：青山穰（日本）；李香生（台灣台語版）
白金學院理事長。
猿渡五郎
配音：魚建（日本）；黃天佑（台灣台語版）
白金學院教務主任。
岩本康平
配音：小谷津央典（日本）；王品超（台灣台語版）
白金學院體育老師。
江口篤史
配音：豊川功弘（日本）；陳旭昇（台灣台語版）
白金學院英語老師。
藤山静香
配音：松本梨香（日本）；李明幸（台灣台語版）
白金學院音樂老師，3班的導師。身材傲人，喜歡清秀的美男子，成立男子合唱團。與久美子兩人是白金高校「唯二」的女老師，與久美子成為好友。對於久美子的感情問題，總是看不下去地給予建議。曾經被不良幫派「黑十字」誤當成久美子擄走，後來被二當家與久美子所救，意識模糊中把二當家看成美男子，將二當家稱為「騎士」並傾慕著。

### 黑田一家
黑田龍一郎
配音：大塚周夫（日本）；王品超（台灣台語版）
黑田一家（大江戶一家）第3代繼承人，山口的外祖父，非常重視義氣人情。將從小失去父母的久美子，剛柔並濟地帶大。即使希望久美子繼承幫派，仍尊重她想當老師的意願。
大島京太郎
配音：若本規夫（日本）；黃天佑（台灣台語版）
黑田一家副手。
若松弘三
配音：佐藤晴男（日本）；李香生（台灣台語版）
黑田一家副手輔助。
朝倉鐵
配音：平井啓二（日本）；陳旭昇（台灣台語版）
黑田一家小伙子。
達川實
配音：吉田裕秋（日本）；林谷珍（台灣台語版）
黑田一家小伙子。
篠原智也
配音：小西克幸（日本）；陳旭昇（台灣台語版）
黑田一家顧問律師。久美子暗戀多年的對象。大學時期曾被黑田龍一郎所救，並資助其完成學業。為報恩成為律師後毛遂自薦進入黑田組擔任律師顧問，幫黑田組解決了許多重大法律糾紛。對久美子似乎也有好感，但因久美子的身分而有所顧忌，也無意擔任第四代老大，雖然明白久美子的心意，卻從未給予回應。後來因為父親生病，決定返回北海道老家。適逢久美子有意辭職，於是向久美子表示希望帶久美子一起到北海道生活，最後還是被久美子拒絕了。
富士
配音：加藤精三（日本）；李香生（台灣台語版）
大江戶一家飼養的狗，內心戲頗多。

## 出版書籍
| 冊數   | 集英社         | 集英社                 | 尖端出版社     | 尖端出版社           |
| 冊數   | 發售日期       | ISBN                   | 發售日期       | EAN                  |
| ------ | -------------- | ---------------------- | -------------- | -------------------- |
| 1      | 2000年8月23日  | ISBN 4-08-862503-X     | 2003年2月18日  | EAN 471-9863-05155-1 |
| 2      | 2001年3月22日  | ISBN 4-08-862529-3     | 2003年7月5日   | EAN 471-9863-04033-9 |
| 3      | 2001年8月17日  | ISBN 4-08-862535-8     | 2003年8月11日  | EAN 471-0614-36065-X |
| 4      | 2002年3月19日  | ISBN 4-08-862539-0     | 2003年8月15日  | EAN 471-0614-36066-8 |
| 5      | 2002年7月19日  | ISBN 4-08-862542-0     | 2003年10月17日 | EAN 471-0614-36067-6 |
| 6      | 2003年3月19日  | ISBN 4-08-862548-X     | 2003年11月7日  | EAN 471-0614-36390-X |
| 7      | 2003年7月18日  | ISBN 4-08-862552-8     | 2004年6月2日   | EAN 471-0614-36456-6 |
| 8      | 2003年12月18日 | ISBN 4-08-862554-4     | 2004年7月20日  | EAN 471-0614-37048-5 |
| 9      | 2004年6月18日  | ISBN 4-08-862557-9     | 2004年8月12日  | EAN 471-0614-37157-0 |
| 10     | 2004年12月16日 | ISBN 4-08-862560-9     | 2005年3月24日  | EAN 471-0614-37514-2 |
| 11     | 2005年5月19日  | ISBN 4-08-862564-1     | 2005年10月21日 | EAN 471-0614-37951-0 |
| 12     | 2005年9月16日  | ISBN 4-08-862569-2     | 2005年12月20日 | EAN 471-7702-20070-1 |
| 13     | 2006年3月17日  | ISBN 4-08-862570-6     | 2006年5月15日  | EAN 471-7702-20433-4 |
| 14     | 2006年10月19日 | ISBN 4-08-862572-2     | 2007年1月23日  | EAN 471-7702-20759-5 |
| 15     | 2007年4月19日  | ISBN 978-4-08-862573-7 | 2008年11月5日  | EAN 471-7702-21168-4 |
| 完結篇 | 2010年1月19日  | ISBN 978-4-08-782265-6 | 2012年12月14日 | EAN 471-7702-23721-9 |

文庫版
| 冊數 | 集英社         | 集英社                 |
| 冊數 | 發售日期       | ISBN                   |
| ---- | -------------- | ---------------------- |
| 1    | 2010年8月18日  | ISBN 978-4-08-619141-8 |
| 2    | 2010年8月18日  | ISBN 978-4-08-619142-5 |
| 3    | 2010年9月17日  | ISBN 978-4-08-619143-2 |
| 4    | 2010年9月17日  | ISBN 978-4-08-619144-9 |
| 5    | 2010年10月15日 | ISBN 978-4-08-619145-6 |
| 6    | 2010年10月15日 | ISBN 978-4-08-619146-3 |
| 7    | 2010年11月18日 | ISBN 978-4-08-619147-0 |
| 8    | 2010年11月18日 | ISBN 978-4-08-619148-7 |
| 9    | 2010年12月15日 | ISBN 978-4-08-619149-4 |
| 10   | 2010年12月15日 | ISBN 978-4-08-619150-0 |
| 11   | 2011年1月18日  | ISBN 978-4-08-619151-7 |

## 電視劇

### 主要人物
三部都有登場的角色
1. 職位之變化以此方式表示：第1部→第2部→第3部。
2. 關於其他的登場角色，請參看第1部、第2部、第3部的登場角色。

山口久美子〈23 → 25 → 28〉
仲間由紀惠飾演。
雙親在其幼時因交通意外去世，被經營「大江戶一家」的外祖父——黑田龍一郎收養，雖然她是第4代的唯一繼承人，但她的志願卻是當教師，最後在白金學院高等學校開始教學生涯。山口久美子擁有古道熱腸、俠義精神，是個超級熱血的數學教師。久美子於白金、黑銀和赤銅學院都是任教3年D組的班主任，因為3年D組是全校最有名、令人聞風喪膽，並且聚集著頑劣學生的問題班級，所以經常捲入是非之中。平常總是掛著眼鏡、束著雙辮頭髮和一身運動服到處跑，看來一副拙樣，學生也完全不把她看在眼裡。但只要將雙辮和眼鏡脫去，就會變成十分可怕的人。
猿渡五郎〈47 → 49 → 52〉
生瀨勝久飾演。
山口久美子的天敵，白金、黑銀和赤銅學院的訓導主任。為了提昇學校形象不遺餘力，並且認為3年D組的學生全部都是廢物，不過後面的系列和久美子變成亦敵亦損友的關係，兩人時不時都會鬥嘴。
白金時期時其妻曾到校幫久美子說媒，但在黑銀登場後又變回單身。
黑田龍一郎〈70 → 73 → 76〉
宇津井健飾演。
「大江戶一家」第3代繼承人，山口久美子的外祖父，非常重視義氣人情。將從小失去父母的久美子，剛柔並濟地帶大。即使希望久美子繼承幫派，仍尊重她想當老師的意願。
若松弘三〈42 → 45 → 48〉
阿南健治飾演。
朝倉哲〈26 → 29 → 32〉
金子賢飾演。
「大江戶一家」僅存的少數年輕成員之一。血氣方剛、性格單純，擁有貫徹初衷的韌性，是個專情又直率的好傢伙。從以前就愛慕久美子，願為她赴湯蹈火，但久美子卻渾然不知。
達川實〈22 → 25 → 28〉
内山信二飾演。
菅原誠〈32 → 35 → 38〉
兩國宏飾演。第1部中以村田宏的名字演出。
熊井輝夫〈17 → 20 → 23〉
脇知弘飾演。
第1部3年D組的學生。畢業後繼承父親的拉麵店。在第2部時會安慰在教學上遇到瓶頸的山口久美子。

### 我Miss係大佬Ⅰ

#### 登場角色

##### 白金學院高校3年D組
澤田慎〈18〉
松本潤(嵐)飾演。
在之前就讀的學校因為毆打老師而被退學，轉進白金高中。頭腦清晰、運動萬能，在學生之間十分顯眼，雖然看來酷酷的，但非常為朋友著想，也很有人望，在班上處於領導地位。 : 是班上唯一發現久美子並非等閒之輩的人，且暗戀久美子。父親是議員，因為無法認同父親想法與父親起衝突，搬離家中獨自在外居住，有一個妹妹--夏美。特別篇中，慎決定畢業後到非洲，之後並未再交代他的事情，是該列中唯一將久美子當戀愛對象的主要學生。
內山春彥〈18〉
小栗旬飾演。
南陽一〈18〉
石垣佑磨飾演。
野田猛〈18〉
成宮寬貴飾演。
熊井輝夫〈18〉
脇知弘飾演。
3年D班　出席簿
| 號碼 | 名稱     | 飾演者     |
| ---- | -------- | ---------- |
| 1    | 澤田慎   | 松本潤     |
| 2    | 内山春彦 | 小栗旬     |
| 3    | 野田猛   | 成宮寬貴   |
| 4    | 熊井輝夫 | 脇知弘     |
| 5    | 南陽一   | 石垣佑磨   |
| 6    | 明智潤   | 河合潤     |
| 7    | 今川耕平 | 港耕平     |
| 8    | 上杉纊樹 | 岡部紘樹   |
| 9    | 大石雄輔 | 上地雄輔   |
| 10   | 大内政行 | 泉政行     |
| 11   | 織田浩司 | 金澤浩司   |
| 12   | 蒲生蓮   | 松澤蓮     |
| 13   | 島津榮基 | 北村榮基   |
| 14   | 仙石龍二 | 載寧龍二   |
| 15   | 武田翔   | 富田翔     |
| 16   | 近松樹央 | 富田樹央   |
| 17   | 間仁     | 佐佐木仁   |
| 18   | 服部正文 | 畠中正文   |
| 19   | 藤原勝隆 | 古畑勝隆   |
| 20   | 北條祐也 | 西川祐也   |
| 21   | 細川浩巳 | 長山浩巳   |
| 22   | 堀部亮治 | 森本亮治   |
| 23   | 前田真吾 | 八代真吾   |
| 24   | 松平尊允 | 小野寺尊允 |
| 25   | 毛利研一 | 松山研一   |
| 26   | 柳生有統 | 西谷有統   |

結城正人
Wentz瑛士(WaT)飾演。
3年D組第27位學生，於第6集出現。因為2年級時被熊井輝夫、南陽一及另外2位同學欺負，一直沒有上學。
後來學校舉行球技大會，4項項目一共要27位學生參加，久美子才發現3年D組有第27位學生，於是找他回校參加籃球比賽。最後因為3年級出席日不數夠，決定重讀2年級，以免被退學。

##### 白金高院高校教職員
藤山靜香〈25〉
伊東美咲飾演。
英語教師，3年C組的導師。和久美子同時被白金學院高校錄用的英文老師，跑來當老師的理由是因為假期比較多，是時下常見的現代女性。不論外表、內在都跟久美子完全相反，憑藉她完美的化妝與時髦表現，剛上任就擄獲了大家的心。
川嶋菊乃〈26〉
中澤裕子飾演。
白金學院高校的保健室老師，穿著極盡誇張，大家都傳言她以前是不良少女。和久美子十分投緣，常擔任久美子的商量對象。
非常了解學校檯面下的事情，對那些不中用的男老師們則感到厭煩。
鷲尾寛治〈42〉
齊藤曉飾演。
國語教師 學年主任 3年A組的導師。
安藤治〈50〉
邊修飾演。
現代社會教師。
岩本康平〈35〉
甲本雅裕飾演。
體育教師 3年B組的導師。
大山始〈27〉
大隈一郎飾演。
生物教師。
白川権三〈65〉
田山涼成飾演。
校長。

##### 其他角色
篠原智也〈30〉
澤村一樹飾演。
環六署生活安全課的刑事，目前單身。和久美子在通勤巴士上相遇而認識，是個性認真的好青年。久美子對他一見鍾情，但礙於家中背景特殊，而感到非常煩惱。
柏木豊〈25〉
坂田聰飾演。
刑事
裕太
小堀陽貴飾演。
川嶋老師的兒子

#### 主題曲
「Feel your breeze」
- 主唱：V6
- 作詞：村野直球
- 作曲：宮崎步

#### 播放日程
- 第1話延長15分（22:00 - 23:09）。
- 特別篇播放123分。

| 集數                                                        | 播放日期      | 日文標題 | 劇本                         | 演出     | 收視率 |
| ----------------------------------------------------------- | ------------- | -------- | ---------------------------- | -------- | ------ |
| 第1話                                                       | 2002年4月17日 |          | 江頭美智留                   | 佐藤東弥 | 18.3%  |
| 第2話                                                       | 2002年4月24日 |          | 江頭美智留                   | 大谷太郎 | 16.6%  |
| 第3話                                                       | 2002年5月1日  |          | 横田理恵                     | 佐藤東弥 | 17.3%  |
| 第4話                                                       | 2002年5月8日  |          | 江頭美智留                   | 大谷太郎 | 15.5%  |
| 第5話                                                       | 2002年5月15日 |          | 横田理恵                     | 佐藤東弥 | 18.8%  |
| 第6話                                                       | 2002年5月22日 |          | 松田裕子                     | 大谷太郎 | 17.7%  |
| 第7話                                                       | 2002年5月29日 |          | 横田理恵                     | 佐藤東弥 | 17.9%  |
| 第8話                                                       | 2002年6月5日  |          | 江頭美智留                   | 大谷太郎 | 15.9%  |
| 第9話                                                       | 2002年6月12日 |          | 横田理恵                     | 佐藤東弥 | 16.3%  |
| 第10話                                                      | 2002年6月19日 |          | 松田裕子                     | 高橋直治 | 17.8%  |
| 第11話                                                      | 2002年6月26日 |          | 江頭美智留                   | 大谷太郎 | 13.6%  |
| 最終話                                                      | 2002年7月3日  |          | 江頭美智留                   | 佐藤東弥 | 23.5%  |
| 特別篇                                                      | 2003年3月26日 |          | 江頭美智留 松田裕子 横田理恵 | 佐藤東弥 | 18.1%  |
| 平均收視率17.4%（收視率由Video Research於關東地區進行統計） |               |          |                              |          |        |

#### 播放電視台
| 日本電視台 週三連續劇                   | 日本電視台 週三連續劇               | 日本電視台 週三連續劇 |
| --------------------------------------- | ----------------------------------- | --------------------- |
|                                         | 極道鮮師1 (2002.4.17 - 2002.7.3)    |                       |
| 續・平成小氣夫婦 (2002.1.9 - 2002.3.20) | 東京獨門獨院 (2002.7.10 - 2002.9.4) |                       |

| 緯來電視網緯來日本台 一番偶像劇週一至週五 晚間8點 | 緯來電視網緯來日本台 一番偶像劇週一至週五 晚間8點            | 緯來電視網緯來日本台 一番偶像劇週一至週五 晚間8點 |
| ------------------------------------------------- | ------------------------------------------------------------ | ------------------------------------------------- |
|                                                   | 極道鮮師1 首播 (2003.2.10 - 2003.2.25)                       |                                                   |
| -                                                 | -                                                            |                                                   |
| 緯來電視網緯來日本台 週六 晚間8點                 |                                                              |                                                   |
| -                                                 | 極道鮮師特別篇「再見3年D組…小美淚的畢業禮」 首播 (2003.7.25) | -                                                 |

### 我Miss係大佬Ⅱ

#### 登場角色

##### 黑銀學院高校3年D組
小田切龍
- 龜梨和也(KAT-TUN)飾演。

年幼雙親離異，在他小學的時候母親再婚，和繼父相處並不融洽，國中時進入了反抗期。因為和同班同學矢吹隼人發生衝突，曾經一個月輟學未到校。而久美子的出現，讓他逐漸打開心房。電影版再次登場，畢業後雖然順利讀到大學卻無法找到想做的事而煩惱，最後選擇到山口久美子所在的赤銅學園當實習老師，從中了解到出社會的辛勞。
矢吹隼人
- 赤西仁飾演。

自称3年D組的老大。性急又沉不住氣，動不動就跟人起衝突，但其實非常為朋友著想。從小就失去母親，由父親一手帶大。和小田切龍從小學開始就是好友，卻因為某個事件演變成絕交狀態，在第2集誤會解開，又恢復原來的交情。
武田啟太
- 小池徹平(WaT)飾演。

和小田切龍、矢吹隼人從小學就玩在一起。個性軟弱，又不會打架，一心希望能像龍或隼人一樣強悍。
土屋光
- 速水直道飾演。

性格開朗，很會炒熱氣氛，凡事只有三分鐘熱度，個性非常單純。不管是把妹、聯誼、打架，通通都要搶在最前面。絕對不向人低頭。
日向浩介
- 小出惠介飾演。

差點誤入歧途，後因日向媽媽及時通知久美子，才將其導回正途，並化解母子間問題。
3年D組　出席簿
| 號碼 | 名稱       | 飾演者     |
| ---- | ---------- | ---------- |
| 1    | 小田切龍   | 龜梨和也   |
| 2    | 矢吹隼人   | 赤西仁     |
| 3    | 武田啟太   | 小池徹平   |
| 4    | 土屋光     | 速水直道   |
| 5    | 日向浩介   | 小出惠介   |
| 6    | 星野慎之介 | 石坂慎之介 |
| 7    | 中西勝     | 岡本勝     |
| 8    | 高田源水   | 奧林源水   |
| 9    | 小橋直哉   | 尾嵨直哉   |
| 10   | 前田慶哲   | 金田慶哲   |
| 11   | 秋山陽介   | 川村陽介   |
| 12   | 田村匡弘   | 倉貫匡弘   |
| 13   | 船木健吾   | 高良健吾   |
| 14   | 佐佐木武   | 佐藤武     |
| 15   | 小島祐基   | 佐藤祐基   |
| 16   | 坂口佑介   | 佐藤佑介   |
| 17   | 大熊將士   | 柴田將士   |
| 18   | 濱口匠     | 杉浦匠     |
| 19   | 藤波疾土   | 高藤疾土   |
| 20   | 高山鈴之助 | 田中鈴之助 |
| 21   | 櫻庭一人   | 富川一人   |
| 22   | 永田啟行   | 中內啟行   |
| 23   | 川田優一   | 中村優一   |
| 24   | 武藤涼介   | 三浦涼介   |
| 25   | 三澤宏     | 水嶋宏     |
| 26   | 大森百輔   | 水谷百輔   |
| 27   | 橋本龍平   | 渡邊龍平   |

##### 黑銀高院高校教職員
黒川銀治(副理事長 校長)
- 井上順飾演。

馬場正義(體育教師 3年B組的導師)
- 東幹久飾演。

3年B班的導師，對久美子一見鍾情。個性認真勇往直前，教育方式也很熱血。凡事都往好處想，非常天真。自認和久美子是命中注定，對九條老師充滿競爭心。
白鳥瞳(英語教師 3年C組的導師)
- 乙葉飾演。

渾身充滿女性魅力，是全校學生和男老師的夢中情人。興趣是聯誼和買東西。有三、四個約會對象，仍在尋找真命天子。遇見阿哲後就盲目愛上他。
犬塚太一(國語教師)
- 酒井敏也飾演。

龜山隆(倫理教師)
- 本冬樹飾演。

猪又真司(化學教師)
- 兒島雄一飾演。

鰐淵小百合(音樂教師)
- 池田有希子飾演。

##### 其他角色
九條拓真(桃丘女學園 教職員)
- 谷原章介飾演。

黑銀學院隔壁的桃丘女學園的老師，也是久美子心目中新的白馬王子。笑容爽朗、長相英俊、說話又溫柔，深受女學生歡迎。

#### 主題曲
「NO MORE CRY」
- 主唱：D-51
- 作詞：吉田安英
- 作曲：生熊朗

#### 插曲
「絆」
- 主唱／作詞：龜梨和也(KAT-TUN)
- 作曲：馬飼野康二

#### 播放日程
| 集數                                                        | 播放日期      | 日文標題 | 劇本       | 演出     | 收視率 |
| ----------------------------------------------------------- | ------------- | -------- | ---------- | -------- | ------ |
| 第1話                                                       | 2005年1月15日 |          | 江頭美智留 | 佐藤東弥 | 26.5%  |
| 第2話                                                       | 2005年1月22日 |          | 江頭美智留 | 大谷太郎 | 26.9%  |
| 第3話                                                       | 2005年1月29日 |          | 横田理恵   | 佐藤東弥 | 27.0%  |
| 第4話                                                       | 2005年2月5日  |          | 江頭美智留 | 大谷太郎 | 25.4%  |
| 第5話                                                       | 2005年2月12日 |          | 松田裕子   | 佐藤東弥 | 27.1%  |
| 第6話                                                       | 2005年2月19日 |          | 横田理恵   | 渡部智明 | 27.3%  |
| 第7話                                                       | 2005年2月26日 |          | 江頭美智留 | 大谷太郎 | 27.4%  |
| 第8話                                                       | 2005年3月5日  |          | 松田裕子   | 佐藤東弥 | 30.0%  |
| 第9話                                                       | 2005年3月12日 |          | 横田理恵   | 大谷太郎 | 28.2%  |
| 最終話                                                      | 2005年3月19日 |          | 江頭美智留 | 佐藤東弥 | 32.5%  |
| 平均收視率28.0%（收視率由Video Research於關東地區進行統計） |               |          |            |          |        |

#### 播放電視台
| 日本電視台 週六大劇場                 | 日本電視台 週六大劇場             | 日本電視台 週六大劇場 |
| ------------------------------------- | --------------------------------- | --------------------- |
|                                       | 極道鮮師2 (2005.1.15 - 2005.3.19) |                       |
| 秀逗男護士2 (2004.10.16 - 2004.12.11) | 瑠璃之島 (2005.4.16 - 2005.6.18)  |                       |

| 緯來電視網緯來日本台 一番偶像劇週一至週五 晚間8點 | 緯來電視網緯來日本台 一番偶像劇週一至週五 晚間8點 | 緯來電視網緯來日本台 一番偶像劇週一至週五 晚間8點 |
| ------------------------------------------------- | ------------------------------------------------- | ------------------------------------------------- |
|                                                   | 極道鮮師2 首播 (2005.8.22 - 2005.9.2)             |                                                   |
| -                                                 | -                                                 |                                                   |

### 我Miss係大佬Ⅲ

#### 登場角色

##### 赤銅學院高校3年D組
緒方大和
- 高木雄也(Hey! Say! JUMP)飾演。

班上的頭頭。總以老大自居，個性強捍，擁有幹架絕不輸人的自信。新學期開始和風間廉同班，雙方互不相讓。雖然接受嚴格的家庭教育，但卻比不上其他兄弟，因而感到自卑。
風間廉
- 三浦春馬飾演。

非常為朋友著想，性格開朗，不過笑容裡卻透露出早熟的陰鬱。跟緒方大和為了爭奪老大寶座，而產生對立。從小父母雙亡，和姊姊同住。雖然嘴巴不說，但也有體貼姊姊的一面。
本城健吾
- 石黒英雄飾演。曾於第2部中飾演矢吹隼人(赤西仁飾演)的弟弟。

個性急躁、動不動就和人發生爭執，其實並不像自己誇耀的那麼會打架。很容易感動落淚，是個可愛的傻小子。常跟緒方大和及神谷俊輔混在一起。
市村力哉
- 中間淳太(B.A.D.)飾演。

對流行很敏感，穿著時髦。因為父母工作的關係，從小就經常轉學。曾經住過關西，所以和大阪出身的倉木悟蠻投緣的。
倉木悟
- 桐山照史(B.A.D.)飾演。

很會炒熱氣氛，是班上的開心果。國中時才從大阪搬過來。和市村力哉很合得來，兩人總是一起行動。
神谷俊輔
- 三浦翔平飾演。

乍看之下就像是輕浮的不良少年，還自稱3年D組的聯誼隊長，卻一直沒有女朋友。其實擁有一顆堅強的心，重視友情。
3年D組　出席簿
| 號碼 | 名稱     | 飾演者     |
| ---- | -------- | ---------- |
| 1    | 緒方大和 | 高木雄也   |
| 2    | 風間廉   | 三浦春馬   |
| 3    | 本城健吾 | 石黒英雄   |
| 4    | 市村力哉 | 中間淳太   |
| 5    | 倉木悟   | 桐山照史   |
| 6    | 神谷俊輔 | 三浦翔平   |
| 7    | 蘆田龍翼 | 伊藤龍翼   |
| 8    | 池田弘人 | 上船弘人   |
| 9    | 石橋篤海 | 菅野篤海   |
| 10   | 大隈邑彌 | 木戸邑彌   |
| 11   | 大平康介 | 鯨井康介   |
| 12   | 岡田慎平 | 小堀慎平   |
| 13   | 片山心   | 小柳心     |
| 14   | 桂良太郎 | 清水良太郎 |
| 15   | 齊藤恵佑 | 千葉恵佑   |
| 16   | 鈴木慎矢 | 寺田慎矢   |
| 17   | 高橋公人 | 戶谷公人   |
| 18   | 田中麻聖 | 中山麻聖   |
| 19   | 寺内京介 | 浜尾京介   |
| 20   | 濱口公輝 | 前田公輝   |
| 21   | 原明大   | 真山明大   |
| 22   | 細川丸男 | 丸男       |
| 23   | 松方廣   | 矢崎廣     |
| 24   | 三木亮平 | 山田亮平   |
| 25   | 村山壽太 | 夕輝壽太   |
| 26   | 山本裕二 | 裕二       |
| 27   | 吉田龍也 | 若葉龍也   |
| 28   | 若槻友也 | 蕨野友也   |

##### 赤銅學院高校2年D組
高杉怜太
- 玉森裕太(Kis-My-Ft2)飾演。

從他校轉來的問題學生，於特別篇中挑釁3年D班並找風間等人的麻煩，電影版中升為3年級並成為山口久美子的學生。
望月純平
- 賀來賢人飾演。

松下直也
- 入江甚儀飾演。

五十嵐真
- 森崎溫飾演。

武藤一輝
- 落合扶樹飾演。

##### 赤銅學院高校教職員
赤城遼子(理事長)
- 江波杏子飾演。

馬場正義(體育教師)
- 東幹久飾演。於第2部亦有演出。

自從三年前與久美子在黑銀學院同事，便對她一見鍾情。三年後又在赤銅學院相遇，讓他相信一切都是命中注定。 
夏目誠一(校醫)
- 小泉孝太郎飾演。

赤銅學院的校醫，平常在學校附近的醫院看診。自從某天和久美子走路相撞後，小美就把他當作命運的羅密歐。
鷹野葵(英語教師)
- 平山綾飾演。

菜鳥老師，有記筆記的習慣。因為喜歡看校園劇，所以才立志當老師，對工作頗有熱忱與理念。平常則和一般年輕人無異。
鮎川櫻(保健室教師)
- 星野亞希飾演。

渾身充滿女性魅力，是全校學生的夢中情人。有的學生為了讓她照顧看護，甚至故意搞得傷痕累累。內在其實也有相當直爽的一面。
牛島豊作(古典教師)
- 佐藤二朗飾演。

鳩山康彦(世史教師)
- 魁三太郎飾演。

鶴岡圭介(物理教師)
- 石井康太飾演。

##### 其他角色
風間薰子
- 山田優飾演。

風間廉的姊姊。對廉很照顧、關心。
早希
- 小嶋陽菜飾演。

住在夏目醫院的病患，患有心臟病。倉木悟曾在醫院巧遇，而對她一見鍾情。

#### 主題曲
「虹」
- 主唱：Aqua Timez
- 作詞／作曲：太志

#### 插曲
「俺たちの青春」
- 主唱：高木雄也(Hey! Say! JUMP)
- 作詞：久保田洋司
- 作曲：馬飼野康二

#### 播放日程
- 第1話、最終話延長30分（21:00 - 22:24）。
- 第9話延遲30分放送（21:30 - 22:24）。
- 特別篇播放118分。

| 集數                                                        | 播放日期      | 日文標題 | 劇本                | 演出     | 收視率 |
| ----------------------------------------------------------- | ------------- | -------- | ------------------- | -------- | ------ |
| 第1話                                                       | 2008年4月19日 |          | 江頭美智留          | 佐藤東弥 | 26.4%  |
| 第2話                                                       | 2008年4月26日 |          | 江頭美智留          | 佐藤東弥 | 24.8%  |
| 第3話                                                       | 2008年5月3日  |          | 横田理恵            | 大谷太郎 | 23.3%  |
| 第4話                                                       | 2008年5月10日 |          | 松田裕子            | 山下学美 | 25.1%  |
| 第5話                                                       | 2008年5月17日 |          | 江頭美智留          | 佐藤東弥 | 25.3%  |
| 第6話                                                       | 2008年5月24日 |          | 江頭美智留          | 佐藤東弥 | 21.1%  |
| 第7話                                                       | 2008年5月31日 |          | 江頭美智留          | 佐藤東弥 | 21.9%  |
| 第8話                                                       | 2008年6月7日  |          | 江頭美智留          | 佐藤東弥 | 21.3%  |
| 第9話                                                       | 2008年6月14日 |          | 江頭美智留          | 佐藤東弥 | 17.6%  |
| 第10話                                                      | 2008年6月21日 |          | 江頭美智留          | 佐藤東弥 | 18.1%  |
| 最終話                                                      | 2008年6月28日 |          | 江頭美智留          | 佐藤東弥 | 23.6%  |
| 特別篇                                                      | 2009年3月28日 |          | 江頭美智留 横田理恵 | 佐藤東弥 | 18.1%  |
| 平均收視率22.8%（收視率由Video Research於關東地區進行統計） |               |          |                     |          |        |

#### 播放電視台
| 日本電視台 週六大劇場            | 日本電視台 週六大劇場              | 日本電視台 週六大劇場 |
| -------------------------------- | ---------------------------------- | --------------------- |
|                                  | 極道鮮師3 (2008.4.19 - 2008.6.28)  |                       |
| 1磅的福音 (2008.1.12 - 2008.3.8) | 康子與健兒 (2008.7.12 - 2008.9.20) |                       |

| 臺灣 緯來日本台 一番偶像劇 週一至週五 晚間8點 | 臺灣 緯來日本台 一番偶像劇 週一至週五 晚間8點                                          | 臺灣 緯來日本台 一番偶像劇 週一至週五 晚間8點 |
| --------------------------------------------- | -------------------------------------------------------------------------------------- | --------------------------------------------- |
|                                               | 極道鮮師3 首播 (2008.8.6 - 2008.8.21)                                                  |                                               |
| 貧窮貴公子 (2008.7.23- 2008.8.5)              | 流星花園2 (2008.8.21- 2008.9.3)                                                        |                                               |
| 臺灣 緯來日本台 一番偶像劇 週一至週五 晚間8點 |                                                                                        |                                               |
| 流星之絆 (2009.8.3- 2009.8.16)                | 極道鮮師3 畢業特別篇 首播 (2009.8.17 - 2009.8.18) 極道鮮師3 重播 (2009.8.21- 2009.9.2) | 改造老師大作戰 (2009.9.3 - 2009.9.15)         |

| 香港 亞洲電視本港台 星期日21:30～22:30（第一及最終回為21:30-23:00） | 香港 亞洲電視本港台 星期日21:30～22:30（第一及最終回為21:30-23:00） | 香港 亞洲電視本港台 星期日21:30～22:30（第一及最終回為21:30-23:00） |
| ------------------------------------------------------------------- | ------------------------------------------------------------------- | ------------------------------------------------------------------- |
|                                                                     | 我Miss係大佬III 2009年4月26日－2009年7月12日 5月10日停播            |                                                                     |
| 鄭少秋家傳戶曉演唱會 （20:30-23:00）                                | 亞洲星光大道（20:30-22:00） 御膚術（22:00-22:30）                   |                                                                     |
| 香港 亞洲電視亞洲高清台 星期日20:30～22:30                          |                                                                     |                                                                     |
| 亞洲星光大道2 2010年1月3日－2010年6月6日                            | 我Miss係大佬III(重播) 2010年6月13日－2010年7月11日                  | 亞洲星光大道3 2010年7月18日－                                       |

| 中国 上海電視臺藝術人文頻道 新青年劇場 星期一至星期日22:00～23:50 | 中国 上海電視臺藝術人文頻道 新青年劇場 星期一至星期日22:00～23:50 | 中国 上海電視臺藝術人文頻道 新青年劇場 星期一至星期日22:00～23:50 |
| ----------------------------------------------------------------- | ----------------------------------------------------------------- | ----------------------------------------------------------------- |
|                                                                   | 極道鮮師I至III 2011年11月1日－2011年11月11日                      |                                                                   |
| 不毛地帶 2011年10月21日－2011年10月31日                           | 播映中                                                            |                                                                   |

## 電視動畫

### 製作人員
- 監督 - 佐藤雄三
- 系列構成 - 小林靖子
- 人物設計、總作畫監督 - 兼森義則
- 美術監督 - 高橋和博
- 色彩設計 - 小針裕子
- 攝影監督 - 葛山剛士
- 編輯 - 寺内聡
- 音樂 - 長谷川智樹
- 音響演出 - 本山哲
- 製作人 - 山下洋、田村学、丸山正雄
- 動畫製作人 - 村田好通
- 動畫製作 - MADHOUSE
- 製作著作 - 日本電視台、VAP

### 主題歌
片頭曲
作詞・作曲 - 後藤貴光 / 編曲、演唱 - FOOT STAMP
片尾曲
作詞 - 渡邊智央 / 作曲 - 一色真実 / 編曲 - 長谷川智樹 / 演唱 - 八代亜紀
插入曲（第7話）
作詞 - 森本梢子 / 作曲 - 長谷川智樹 / 歌 - 白金学院合唱團

### 各話標題
| 話數 | 日文標題 | 中文標題                   | 劇本     | 分鏡     | 演出       | 作画監督        | 播放日期      |
| ---- | -------- | -------------------------- | -------- | -------- | ---------- | --------------- | ------------- |
| 1    |          | 熱血新人教師登場           | 小林靖子 | 佐藤雄三 | 佐藤雄三   | 濱田邦彦        | 2004年 1月6日 |
| 2    |          | 對决!!慎VS大小姐?          | 小林靖子 | 小島正幸 | 井上茜     | 山縣亜紀        | 1月13日       |
| 3    |          | 大熊的初體驗?              | 小林靖子 | 寺本幸代 | 寺本幸代   | 嶋津郁雄        | 1月20日       |
| 4    |          | 大小姐變金髮!真凶到底是誰? | 小林靖子 | 太田雅彦 | 池田重隆   | 君塚勝教        | 1月27日       |
| 5    |          | 大江戶組的危機             | 小林靖子 | 川尻善昭 | 田中洋之   | 北尾勝 濱田邦彦 | 2月3日        |
| 6    |          | 京太郎大哥的迷糊戲?        | 小林靖子 | 依田正彦 | 依田正彦   | 今里佳子        | 2月10日       |
| 7    |          | MINGENHINA是什麼?          | 小林靖子 | 片渕須直 | 井上茜     | 山縣亜紀        | 2月17日       |
| 8    |          | 波濤洶湧的修學旅行開始!!   | 筆安一幸 | 寺本幸代 | 寺本幸代   | 嶋津郁雄        | 2月24日       |
| 9    |          | 不仁不義學院戰爭爆發!?     | 佐藤勝一 | 西村聡   | 池田重隆   | 君塚勝教        | 3月2日        |
| 10   |          | 被盯上的學院!              | 筆安一幸 | 片渕須直 | 島崎奈奈子 | 竹内昭          | 3月9日        |
| 11   |          | 阿慎要退學了!?             | 佐藤勝一 | 川尻善昭 | 寺本幸代   | 嶋津郁雄        | 3月16日       |
| 12   |          | 白金學院閉校...!?          | 小林靖子 | 片渕須直 | 田中洋之   | 濱田邦彦 北尾勝 | 3月23日       |
| 13   |          | 山美最後的仁義!            | 小林靖子 | 佐藤雄三 | 佐藤雄三   | 君塚勝教        | 3月30日       |

### 播放電視台
| 播放電視台         | 播放日期                                            | 播放時間                                                                            | 備註                          |
| ------------------ | --------------------------------------------------- | ----------------------------------------------------------------------------------- | ----------------------------- |
| 日本電視台         | 2004年1月6日 - 3月30日                              | 星期二 24:53 - 25:23                                                                | 製作電視台                    |
| 靜岡第一電視台     | 2004年3月 - 4月                                     | 星期一 - 星期四 10:30 -                                                             | 連續播放2話                   |
| 長崎國際電視台     | 2004年1月 - 4月                                     | 星期三 25:23 -                                                                      |                               |
| 熊本縣民電視台     | 2004年1月 - 4月                                     | 星期四 24:53 -                                                                      |                               |
| 青森放送           | 2004年4月 - 6月                                     | 星期四 24:40 -                                                                      |                               |
| 信州電視台         | 2004年4月 - 6月                                     | 星期二 24:40 -                                                                      |                               |
| 西日本放送         | 2004年4月 - 6月                                     | 星期三 25:50 -                                                                      |                               |
| 宮城電視台         | 2004年12月 - 2005年1月                              | 星期一 - 星期五 10:30 -                                                             | 連續播放2話                   |
| BS日本             | 2005年6月20日 - 6月26日                             | 星期一 - 星期日 24:00 - 25:00                                                       | BS、連續播放2話               |
| 廣島電視台         | 2005年8月 -                                         | 星期一 - 星期四 10:30 -                                                             | 連續播放2話                   |
| TV新潟放送網       | 2006年3月 - 4月                                     | 星期一 - 星期四 10:25 -                                                             | 連續播放2話                   |
| 福島中央電視台     | 2006年7月 - 9月                                     | 星期六 10:00 -                                                                      |                               |
| NTV Plus & Science |                                                     |                                                                                     | CS放送                        |
| ANIMAX             | 2015年1月1日 2015年1月2日 2015年1月3日 2015年1月4日 | 星期三 20:30 - 22:30 星期四 20:30 - 22:00 星期五 20:30 - 22:00 星期六 20:30 - 22:00 | CS放送、一次播放全集          |
| 日本海外           |                                                     |                                                                                     |                               |
| 國興衛視           | 2009年6月15日 - 7月9日                              | 星期一至星期四 晚間7點-8點                                                          | 播出名稱為《極道鮮師 動畫版》 |

## 外部連結
電視劇 極道鮮師Ⅰ
- 電視版ごくせん1的官方網站 （页面存档备份，存于）(日本日本電視台)
- 電視版極道鮮師1的官方網站 （页面存档备份，存于）(台灣緯來日本台)
- 電視版極道鮮師1的官方網站 （页面存档备份，存于）(台灣緯來綜合台)
- 互联网电影数据库（IMDb）上《極道鮮師》的资料（英文）

電視劇 極道鮮師Ⅱ
- 電視版ごくせん2的官方網站 （页面存档备份，存于）(日本日本電視台)
- 電視版極道鮮師2的官方網站 （页面存档备份，存于）(台灣緯來日本台)

電視劇 極道鮮師Ⅲ
- 電視版ごくせん3的官方網站 （页面存档备份，存于）(日本日本電視台)
- 電視版極道鮮師3的官方網站 （页面存档备份，存于）(台灣緯來日本台)
- 電視版極道鮮師3畢業特別篇 （页面存档备份，存于）(台灣緯來日本台)
- 電視版我Miss係大佬3的網站(香港本港台)

動畫版
- 動畫版官方網站 （页面存档备份，存于）
- 互联网电影数据库（IMDb）上《極道鮮師(動畫)》的资料（英文）